# کوماروف (ناحیه زلین)
کوماروف (به چکی: Komárov) یک منطقهٔ مسکونی در جمهوری چک است که در ناحیه زلین واقع شده‌است. کوماروف ۷٫۶۲ کیلومتر مربع مساحت و ۳۱۴ نفر جمعیت دارد و ۳۰۸ متر بالاتر از سطح دریا واقع شده‌است.